# David Fullerton Robison
David Fullerton Robison (ur. 28 maja 1816 w Antrim, zm. 24 czerwca 1859 w Chambersburg), polityk amerykański, prawnik, członek Izby Reprezentantów.
Był siostrzeńcem polityka Davida Fullertona. Po uzyskaniu wykształcenia prawniczego praktykował od 1843 w Chambersburg. W latach 1855–1857 był członkiem Izby Reprezentantów z Pensylwanii z ramienia efemerycznej Partii Opozycyjnej. Nie ubiegał się o ponowny wybór, w 1857 powrócił do praktyki prawniczej. Był jedną z ofiar tajemniczej choroby, jaka dotknęła szereg osób przebywających w National Hotel w Waszyngtonie; zaraził się w czasie bankietu z okazji inauguracji prezydentury Jamesa Buchanana (1857) i zmarł wskutek komplikacji pochorobowych 24 czerwca 1859.Pochowany został na cmentarzu Cedar Hill w Greencastle (Pensylwania).